# Crosville-sur-Douve
Crosville-sur-Douve è un comune francese di 64 abitanti situato nel dipartimento della Manica nella regione della Normandia.

## Società

### Evoluzione demografica
Abitanti censiti